# Saito
Saitō oder Saito ist ein japanischer Familienname.

## Namensträger

### A
- Akane Saitō (* 1993), japanische Fußballspielerin
- Akira Saitō (* 1963), japanischer Motorradrennfahrer
- Akito Saito (* 1999), japanischer Fußballspieler
- Ami Saito (Leichtathletin, 1999) (* 1999), japanische Sprinterin

### B
- Bill Saito (1936–2012), US-amerikanischer Schauspieler

### C
- Chiwa Saitō (* 1981), japanische Synchronsprecherin

### D
- Daisuke Saitō (Fußballspieler, 1974) (* 1974), japanischer Fußballspieler
- Daisuke Saitō (Fußballspieler, 1980) (* 1980), japanischer Fußballspieler
- Saitō Dōsan (1494?–1556), japanischer Daimyō

### E
- Saitō Eishirō (1911–2002), japanischer Geschäftsmann

### G
- Saitō Gesshin (1804–1878), japanischer Schriftsteller

### H
- Saitō Hajime (1844–1915), japanischer Shinsengumi-Anführer
- Saitō Hamako, Geburtsname von Nakamura Teijo (1900–1988), japanische Dichterin
- Haruka Saito (* 1970), japanische Softballspielerin und -trainerin
- Hideko Saitō (* 1950), japanische Skilangläuferin
- Saitō Hideo (1902–1974), japanischer Cellist und Dirigent
- Saitō Hiroshi (Diplomat) (1886–1939), japanischer Diplomat
- Hiroshi Saitō (Basketballspieler) (1933–2011), japanischer Basketballspieler
- Hiroshi Saitō (Regisseur) (* 1936), japanischer Anime-Regisseur
- Hiroshi Saitō (Ruderer) (* 1937), japanischer Ruderer
- Hiroshi Saitô (Drehbuchautor), japanischer Drehbuchautor
- Hiroshi Saitō (Zoologe), japanischer Arachnologe
- Hiroshi Saitō (Politiker) (* 1957), japanischer Politiker, Gouverneur von Yamagata
- Hiroshi Saitō (Moderner Fünfkämpfer) (* 1961), japanischer Moderner Fünfkämpfer
- Hiroshi Saitō (Fußballspieler) (* 1970), japanischer Fußballspieler
- Hiroya Saitō (* 1970), japanischer Skispringer
- Hitohiro Saitō (* 1957), japanischer Aikidō-Lehrer
- Hitomi Saito (Sängerin) (* 1981), japanische Sängerin
- Hitomi Saito (* 1990), japanische Shorttrackerin
- Hitoshi Saitō (1961–2015), japanischer Judoka
- Hitoshi Saitō (Leichtathlet) (* 1986), japanischer Sprinter

### J
- James Saito (* 1955), US-amerikanischer Schauspieler
- Jirō Saitō (* 1936), japanischer Manager
- Jitsuko Saitō (* 1946), japanische Eisschnellläuferin
- Jumpei Saitō (* 1992), japanischer Fußballspieler

### K
- Katsuya Saitō (* 1940), japanischer Radrennfahrer
- Katsuyuki Saitō (* 1973), japanischer Fußballspieler
- Kazuki Saitō (Fußballspieler, 1988) (* 1988), japanischer Fußballspieler
- Kazuki Saitō (Fußballspieler, 1996) (* 1996), japanischer Fußballspieler
- Saitō Kazuo (Alpinist)  (1925–2017), japanischer Bergsteiger und UIAA-Ehrenmitglied
- Kazuo Saitō (Fußballspieler) (* 1951), japanischer Fußballspieler
- Kazuyoshi Saito (* 1966), japanischer Singer-Songwriter
- Kei Saitō (* 1996), japanischer Shorttracker
- Keiko Saitō, japanische Fußballtorhüterin
- Keita Saitō (* 1993), japanischer Fußballspieler
- Kenkichi Saitō (1895–1960), japanischer Schwimmer und Leichtathlet
- Saitō Kiyoshi (1907–1997), japanischer Holzschnittkünstler
- Kiyoshi Saitō (* 1962), japanischer Tischtennisspieler
- Kiyoshi Saitō (Fußballspieler) (* 1982), japanischer Fußballspieler
- Kōki Saitō (Reiter) (* 1989), japanischer Springreiter
- Koki Saito (Baseballspieler) (* 1996), japanischer Baseballspieler
- Kōki Saitō (Fußballspieler) (* 2001), japanischer Fußballspieler
- Kohei Saito (* 1987), japanischer Philosoph
- Kōsuke Saitō (Musiker) (* 1983), japanischer DJ und Komponist
- Kōsuke Saitō (Fußballspieler) (* 1997), japanischer Fußballspieler
- Kōya Saitō (* 1986), japanischer Fußballspieler
- Kyōji Saitō (* 1944), japanischer Mathematiker

### M
- Maki Saitō (* 2001), japanische Diskuswerferin
- Saitō Makoto (1858–1936), japanischer Admiral und Politiker
- Saitō Makoto (Politikwissenschaftler) (1921–2008), japanischer Politikwissenschaftler
- Manabu Saitō (* 1990), japanischer Fußballspieler
- Marina Saitō (* 1995), japanische Speerwerferin
- Masaki Saitō (* 1980), japanischer Fußballspieler
- Masato Saitō (* 1975), japanischer Fußballspieler
- Masaya Saitō (* 1985), japanischer Fußballspieler
- Mitsuki Saitō (* 1999), japanischer Fußballspieler
- Saitō Mokichi (1882–1952), japanischer Lyriker und Essayist
- Morihiko Saitō (* 1961), japanischer Mathematiker
- Morihiro Saitō (1928–2002), japanischer Aikidō-Lehrer
- Motohiko Saitō (* 1977), japanischer Politiker

### N
- Nobukazu Saitō, japanischer Skispringer

### R
- Reon Saito (* 1999), japanischer Fußballspieler
- Rie Saitō (* 1984), japanische Hostess, Schriftstellerin und Politikerin
- Ryō Saitō (Radsportler) (* 1980), japanischer Radrennfahrer
- Ryō Saitō (Skilangläufer) (* 1980), japanischer Skilangläufer
- Ryō Saitō (Fußballspieler, Juni 1999) (* 1999), japanischer Fußballspieler
- Ryō Saitō (Fußballspieler, August 1999) (* 1999), japanischer Fußballspieler
- Saitō Ryōei (1916–1996), japanischer Unternehmer und Kunstsammler
- Saitō Ryokuu (1867–1904), japanischer Schriftsteller und Kritiker
- Ryū Saitō (* 1979), japanischer Fußballspieler
- Ryūji Saitō (* 1993), japanischer Fußballspieler
- Ryūsei Saitō (* 1994), japanischer Fußballspieler

### S
- Saitō Saizō (1908–2003), japanischer Fußballspieler
- Sachiko Saitō (* 1947), japanische Eisschnellläuferin
- Saitō Sanemori (1111–1183), japanischer Samurai
- Saitō Sanki (1900–1962), japanischer Haiku-Dichter
- Sara Saitō (* 2006), japanische Tennisspielerin
- Seiichi Saitō (* 1976), japanischer Fußballspieler
- Sena Saito (* 2000), japanischer Fußballspieler
- Saitō Setsudō (1797–1865), japanischer Konfuzianist
- Shin’ya Saitō (* 1980), japanischer Biathlet
- Shōta Saitō (Schauspieler) (* 1985), japanischer Schauspieler
- Shōta Saitō (Radsportler) (* 1986), japanischer Radsportler
- Shōta Saitō (Skispringer) (* 1994), japanischer Skispringer
- Shōta Saitō (Fußballspieler, 1994) (* 1994), japanischer Fußballspieler
- Shōta Saitō (Fußballspieler, 1996) (* 1996), japanischer Fußballspieler
- Shūji Saitō (* 1957), japanischer Mathematiker
- Shuka Saitō (* 1996), japanische Sängerin und Synchronsprecherin
- Shunsuke Saito (Filmproduzent) (* im 20. Jahrhundert), japanischer Filmproduzent
- Shunsuke Saito (Fußballspieler) (* 2005), japanischer Fußballspieler
- Saitō Sōkichi  (1927–2011), japanischer Schriftsteller, siehe Morio Kita

### T
- Taiko Saitō (* 1976), japanische Musikerin und Komponistin
- Takako Saito (* 1929), japanische Fluxuskünstlerin
- Saitō Takao (Politiker) (1870–1949), japanischer Politiker (Volkspartei)
- Takao Saitō (Kameramann) (1929–2014), japanischer Kameramann
- Takao Saitō (Manager) (* 1931), japanischer Industriemanager
- Takao Saitō (Karikaturist) (1936–2021), japanischer Karikaturist und Manga-Zeichner
- Takashi Saitō (Gewichtheber) (* 1953), japanischer Gewichtheber
- Takashi Saitō (Baseballspieler) (* 1970), japanischer Baseballspieler
- Takashi Saitō (Fußballspieler) (* 1993), japanischer Fußballspieler
- Takeshi Saitō (Fußballspieler) (* 1979), japanischer Fußballspieler
- Takeshi Saitō (* 1981), japanischer Eishockeyspieler
- Tatsuru Saitō (* 2002), japanischer Judoka
- Tetsu Saitō (1955–2019), japanischer Kontrabassist
- Tetsuo Saitō (* 1952), japanischer Politiker
- Tetsuya Saitō (* 1983), japanischer Eishockeyspieler
- Toshihide Saitō (* 1973), japanischer Fußballspieler
- Saitō Tōshitsu, japanischer Landschaftsmaler des 17. Jahrhunderts
- Tsuyoshi Saitō (* 1945), japanischer Politiker

### Y
- Yoshihiko Saitō (* 1972), japanischer Leichtathlet
- Saitō Yoshishige (1904–2001), japanischer Maler
- Saitō Yoshitatsu (1527–1561), japanischer Daimyō
- Saitō Yoshitsugu (1890–1944), japanischer General
- Yōsuke Saitō (* 1988), japanischer Fußballspieler
- Yūya Saitō (* 1977), japanischer Rugby-Union-Spieler